# Karl Borschke
 (mars 2025).
Karl Borschke est un peintre et illustrateur autrichien, né et mort à Vienne (11 juin 1886-14 juillet 1941). Élève de l'Académie des beaux-arts de Vienne de 1904 à 1911 et disciple de Christian Griepenkerl, Siegmund L'Allemand et Rudolf Bacher, il fut, partir de 1931, membre de la Maison des artistes de Vienne (Künstlerhaus Wien).
Il alterne les portraits d'inspiration postimpressionniste, comme le Portrait de vieillard de 1911, et les illustrations historiennes et tableaux mythologiques, comme À la source de la vie, huile sur toile exposée au Musée du Belvédère de Vienne.
Il a été remarqué lors des expositions de la Maison des artistes de Vienne : 
- en 1919, pour ses œuvres Le Bubi (dessin au crayon), Frères et Sœurs (huile), Herta (dessin), Le Hansi (dessin au crayon) ;
- en 1920 : À la hauteur (huile) ;
- en 1934 : Portrait du peintre J. W. et Le Christ au Mont des Oliviers.

## Distinctions
- 1931 : prix de la Ville de Vienne ;
- 1934 : prix du Jubilé de la Maison des artistes de Vienne ;
- 1936 : prix du Waldvogel-Stiftung.